# GRAP
GRAP‏ (GRB2 related adaptor protein) هوَ بروتين يُشَفر بواسطة جين GRAP في الإنسان.

## الوظيفة
وظائف GRAP الرئيسية:
- نقل الإشارة: GRAP هو بروتين مُحوِّل، مما يعني أنه يربط بين مكونات مختلفة في مسارات الإشارة الخلوية. يعمل كجسر بين بروتينات غشاء الخلية وبروتينات الإشارة داخل الخلية، مما يساعد في نقل الإشارات من البيئة الخارجية إلى داخل الخلية
- التفاعل مع بروتينات أخرى: GRAP يحتوي على نطاقات SH2 و SH3، وهي مناطق بروتينية تمكنه من التفاعل مع بروتينات أخرى في الخلية. يتفاعل GRAP عبر نطاق SH2 مع بروتينات مُفسفرة (مثل المستقبلات) وعبر نطاقات SH3 مع بروتينات أخرى تحتوي على تسلسلات غنية بالبرولين (مثل عامل تبادل النوكليوتيدات الجوانينية، SOS)
- تنظيم مسارات الإشارة: من خلال التفاعل مع بروتينات مختلفة، يساعد GRAP في تنظيم مسارات الإشارة الخلوية المختلفة، بما في ذلك تلك المرتبطة بتكاثر الخلايا ونموها وتمايزها واستجابتها المناعية

## الأهمية السريرية
- الدور في الخلايا اللمفاوية: GRAP يلعب دورًا مهمًا في الخلايا اللمفاوية (نوع من خلايا الدم البيضاء) حيث يشارك في تنظيم استجابات الخلايا اللمفاوية للتنبيهات.
- التشابه مع GRB2: GRAP هو عضو في عائلة GRB2 من البروتينات، وهو ما يعني أنه يشارك في العديد من جوانب تنظيم الإشارات الخلوية التي يشارك فيها GRB2. ومع ذلك، GRAP لديه أيضًا وظائف فريدة خاصة به، مما يجعله منظمًا مهمًا للإشارات الخلوية

باختصار، GRAP هو بروتين مُحوِّل ينقل الإشارات الخلوية من خلال التفاعل مع بروتينات مختلفة، وهو يلعب دورًا في تنظيم العديد من العمليات الخلوية، بما في ذلك الاستجابات المناعية 